# خط جهانی

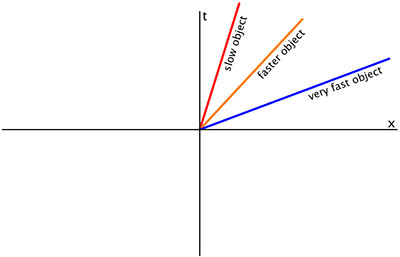
نمایی از نمودار سه جهان‌خط متفاوت که نشان‌دهندهٔ سفر با چهار سرعت ثابت مختلف است. t زمان و x مسافت است.

جهان‌خط (در فیزیک) یک‌جسم، مسیر یکتای آن جسم هنگام سفر در فضازمان چهاربعدی است. مفهوم جهان‌خط با مفاهیم مدار یا مسیر متفاوت است و دارای یک بعد بیشتر به نام زمان است. ایدهٔ فضا-زمان ابتدا در فیزیک و توسط هرمان مینکوفسکی مطرح شد. این واژه امروزه معمولاً در نظریات نسبیت (نسبیت خاص و نسبیت عام) به کار می‌رود.
با این حال، جهان‌خط راهی برای نمایش ترتیب و روند رویدادهاست و استفاده از آن به نظریه‌ای خاص مربوط نمی‌شود؛ بنابراین ٬به بیان عام، یک جهان‌خط ، زنجیره‌ای به هم پیوسته از رویدادها (که هم مکان و هم‌زمان رخداد را در نظر می‌گیرد) است. در صورت داشتن متریک برای محاسبهٔ ، می‌توان سرعت جسم را نیز با داشتن جهان‌خط به دست آورد.

## استفاده در فیزیک
در فیزیک ٬جهان‌خط نوعی خم در فضازمان است. هر نقطه از این خم نشان‌دهندهٔ موقعیت جسم در فضا در یک زمان خاص است. برای نمونه٬با اینکه مدار زمین در فضا ، یک بیضی و در نتیجه شکلی بسته‌است ، جهان‌خط زمین در فضازمان ، شبیه به شکل مارپیچ خواهد بود.
به بیان دقیق‌تر ، فضازمان مجموعه‌ای از نقاط (که رویداد نامیده می‌شوند) به همراه دستگاه مختصاتی پیوسته و هموار برای شناسایی رویدادها است. هر رویداد با چهار مختصه قابل نمایش است. فضا-زمان در حقیقت یک خمینه‌ی چهاربعدی است و جهان‌خط ، یک خم در این خمینه ، با داشتن شرایطی خاص است.
در چارچوب نسبیت خاص محدودیت‌هایی برای جهان خط‌های ممکن، وجود دارد.

## نوشتارهای مرتبط
- ژئودزیک
- نمودار فاینمن